# Politica degli autori
La politica degli autori è stata una corrente di pensiero di critica cinematografica sorta in Francia negli anni cinquanta, che teorizzava un modo completamente nuovo di fare critica al cinema. I principali esponenti di questo movimento furono François Truffaut, Jean-Luc Godard, Jacques Rivette, Éric Rohmer, ossia giovani critici (tutti e quattro destinati al successo anche come registi) che lavoravano all'interno di riviste di cinema specializzate, come Cahiers du Cinéma e Gazette du Cinéma.

## Le radici teoriche della Politica degli Autori
La politique nasce attraverso il contributo di alcuni critici e teorici, dai quali i giovani di questa corrente hanno tratto spunto, come:
- André Bazin, da cui riprendono gli aspetti più teorici, come il concetto di autorialità, e di messa in scena come espressione di un linguaggio universale;
- Alexandre Astruc, colui che ha concepito l'idea Camera-Stylo, ossia della cinepresa come strumento di libera espressione del regista autore del film;
- Maurice Leendhardt, colui che ha iniziato a stilare classifiche di gradimento anche per registi fino ad allora non ritenuti degni di particolari attenzioni.

## Nascita della Politica degli Autori
La Politica degli Autori nasce con la pubblicazione di un articolo apparso su Cahiers du Cinéma nel 1955 scritto da Truffaut intitolato Alì Babà e la politica degli autori. Questo articolo parla del film diretto da Jacques Becker, ma non è solo una recensione di un film, è un vero e proprio manifesto di ciò che sarà la politica degli autori. Ed è significativo che Truffaut scelga di scrivere il suo articolo-manifesto cominciando con la recensione del film Alì Babà, che da molta critica tradizionale era considerato un film minore di Becker: la politique ha come caratteristica principale il principio secondo cui non esistono film minori o film migliori, che "l'opera" di un regista va analizzata complessivamente (che bisogna tener conto anche dei suoi film precedenti o antecedenti) e non a seconda del film. Secondo Truffaut, infatti, "[n]on ci sono opere, ci sono solo autori".

## Caratteristiche della politique
Nella politique il concetto di autore si allarga anche ad alcuni registi commerciali. Infatti ai critici della politica degli autori va attribuito il merito di aver saputo rivalutare, ad esempio, un regista come Alfred Hitchcock, che molta critica coeva tendeva invece a snobbare e sottovalutare. Nella politique si segue l'opera nel suo da farsi, ossia un film che viene analizzato deve essere visto come il frutto di un progetto più ampio, che è il progetto dell'autore. Un autore, per essere tale, deve possedere particolari capacità di gestire la messa in scena.
La messa in scena, nella politique, è considerata l'essenza stessa del cinema, è vista come un linguaggio universale, da cui è possibile individuare le caratteristiche del suo autore. Se tali caratteristiche non si individuano, allora la messinscena è incompiuta, quindi "immorale". Secondo Bazin e i critici della Politique, la messa in scena è un'organizzazione degli esseri e delle cose che trova in sé il suo significato sia estetico sia morale. Il significato morale della messinscena è quella sincerità assoluta di rivelazione dell'autore, che col cinema esprime sé stesso; il significato estetico è l'estetica della realtà che il cinema possiede, è la capacità di riprodurre una realtà oggettiva. Con la messa in scena, dunque, l'autore esprime sé stesso e, quando riesce a fare ciò senza perdere nulla di ciò che il cinema deve essere (riproduttore di realtà oggettiva), allora l'autore è il cinema (secondo la politique, infatti, ad esempio, Nicholas Ray è il cinema).
Altro punto è il cosiddetto "volontarismo dell'amore". La politique richiede che si segua una procedura ben precisa: più visioni dello stesso film a distanza ravvicinata, con discussione finale. Non bisogna semplicemente provare simpatia o amore per una pellicola, ma farsela piacere. Questo concetto poggia sull'idea che una visione multipla di un film (anche di un film considerato minore) porterà certamente lo spettatore a farsi piacere il film. 